# 纳泽娅·奥斯塔普丘克

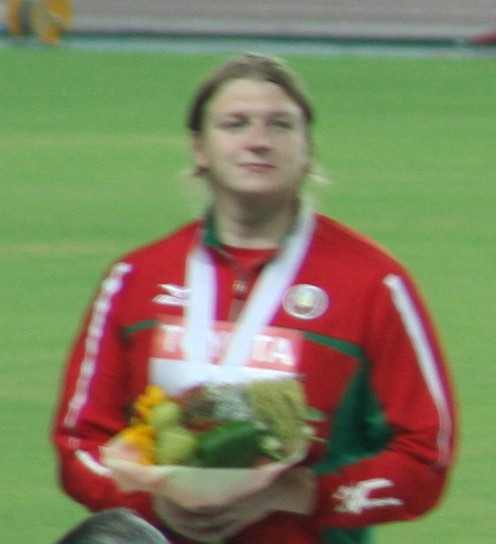
纳泽娅·奥斯塔普丘克

纳泽娅·奥斯塔普丘克（1980年10月12日—）生于斯托林斯基區，是一名白俄罗斯女子田径运动员，主攻铅球项目。曾参加6届世界田径锦标赛，共获得3枚银牌。
原为2005年世界锦标赛冠军、2008年奥运会季军、2012年奥运会冠军，但因没能通过药检，都被剥夺。
2020年白俄罗斯示威期间，加入协调委员会。